# Heterotrissocladius chandra
Heterotrissocladius chandra är en tvåvingeart som först beskrevs av Singh 1958.  Heterotrissocladius chandra ingår i släktet Heterotrissocladius och familjen fjädermyggor. Inga underarter finns listade i Catalogue of Life.